# Danny Veyt
Pour les articles homonymes, voir Veyt.
Daniël Veyt, dit Dan(n)y Veyt, est un footballeur international belge, né le 9 décembre 1956 à Baesrode (Belgique).

## Biographie
En tant qu'attaquant, il fut international belge à 26 reprises pour un but. 
Son premier match international avec la Belgique fut joué le 20 novembre 1985, contre les Pays-Bas qui se solda par une défaite sur le score de 2 buts à 1. 
Il participa à la Coupe du monde de football 1986, au Mexique. Il joue 5 matchs sur 7 (ratant les matchs contre le Mexique et l'Irak), et 5 fois titulaire (Paraguay, France, URSS, Espagne et Argentine). 
Durant cette compétition, il inscrit un but à la 59e minute contre le Paraguay (2-2). La Belgique termina quatrième de cette compétition. 
Son dernier match avec la Belgique fut joué contre le Canada qui se solda par une victoire belge en 1989.
En clubs, il joua que dans des clubs belges, ne remportant qu'en 1982 la Supercoupe de Belgique avec KSV Waregem.

## Palmarès
- Vainqueur de la Supercoupe de Belgique en 1982
- Quatrième de la Coupe du monde de football 1986 avec la Belgique